# Cancro corticale del castagno
Il cancro corticale è una malattia necrotica a carico degli organi legnosi del castagno, causata dal fungo Cryphonectria parasitica (Murr.) Barr.

## Storia
Dalla sua prima segnalazione nel giardino zoologico del Bronx a New York nel 1904, questa malattia si è diffusa senza ostacoli in tutto l'areale del castagno americano (Castanea dentata) causandone la quasi totale estinzione in pochi decenni. In Europa il cancro corticale è stato segnalato per la prima volta nel 1938 nei pressi di Genova, ma ciò non esclude che fosse già presente da tempo nel vecchio continente. Nel dopoguerra era ormai segnalato nella maggior parte dei castagneti italiani e di lì, in un arco di tempo di circa 50 anni si era diffuso in tutto l'areale europeo del castagno. L'ultima segnalazione in ordine di tempo risale al 1992 in Germania (Heiniger e Rigling, 1994) sebbene dal 1967 la malattia era considerata già presente nella maggior parte d'Europa. Attualmente solo alcune aree in Nord Europa e in Gran Bretagna non sono state raggiunte dalla malattia. In Europa il cancro corticale ha causato gravissimi danni al patrimonio castanicolo portando ad un progressivo abbandono della coltura nei decenni immediatamente successivi alla Seconda guerra mondiale. Fortunatamente le previsioni catastrofiche basate sull'esperienza Nord Americana non hanno avuto conferma nel Vecchio Continente, sia per la maggiore resistenza al cancro corticale del castagno europeo, sia per l'avvento dell'ipovirulenza esclusiva, fenomeno di controllo biologico naturale unico nel suo caso, che ha sottratto il castagno europeo al pericolo di estinzione a causa della malattia.

## Sintomatologia
I sintomi tipici della malattia si manifestano su branche e rami di ogni ordine e sul fusto. C. parasitica è un patogeno da ferita; ne consegue che i punti sulla pianta dove la malattia si manifesta con la maggior frequenza sono quelli più facilmente suscettibili a ferite o microferite, come il parenchima all'ascella dei rami, le cicatrici in corrispondenza di rami spezzati o tagliati, la base delle piante (specialmente nei cedui e nei nuovi impianti), infine le ferite da innesto sulle giovani piante da frutto e quelle di potatura su piante di maggiori dimensioni. Inizialmente si notano aree rosso mattone leggermente depresse a margine irregolare in corrispondenza delle quali i tessuti corticali e cambiali fino al legno vengono invasi e uccisi dal fungo. Le aree necrotiche tendono ad allargarsi longitudinalmente e trasversalmente fino a circondare completamente l'organo colpito che dissecca e muore nella parte distale. Durante tale fase i tessuti necrosati sono sottoposti a forti tensioni dovute all'accrescimento dei tessuti sani circostanti e quindi si spaccano provocando i caratteristici cancri, cioè aree di tessuto morto fessurato longitudinalmente più o meno in profondità. Spesso nei cancri più vecchi, a causa della disidratazione dei tessuti, lembi di corteccia si distaccano mettendo a nudo il legno morto sottostante. Alla base del cancro frequentemente la pianta reagisce emettendo numerosi rametti epicormici che vengono generalmente uccisi dal fungo in breve tempo. 
Dai tessuti morti erompono piccole pustole arancioni molto numerose che rappresentano le strutture riproduttive del parassita. 
Una singola pianta può presentare numerosi cancri sia sul fusto sia sui rami. 
La malattia è facilmente riconoscibile anche osservando la pianta da lontano per la presenza di singoli rami o branche disseccate che possono portare foglie secche e ricci immaturi. Tutti gli organi legnosi della pianta, con l'esclusione delle radici, sono suscettibili alla malattia e con essi anche i ricci.